# Deth Red Sabaoth
Deth Red Sabaoth è il nono album studio dei Danzig, pubblicato il 22 giugno 2010 per Evilive/The End Records.

## Tracce
1. Hammer of the Gods – 5:20
2. The Revengeful – 4:10
3. Rebel Spirits – 3:58
4. Black Candy – 4:08
5. On a Wicked Night – 4:02
6. Deth Red Moon – 3:58
7. Ju Ju Bone – 4:45
8. Night Star Hel – 6:42
9. Pyre of Souls: Incanticle – 3:18
10. Pyre of Souls: Seasons of Pain – 7:17
11. Left Hand Rise Above – 4:22

## Formazione
- Glenn Danzig – voce, basso, chitarra, pianoforte, batteria (nel brano Black Candy)
- Tommy Victor – chitarra, basso
- Johnny Kelly – batteria

## Crediti
- Produzione: Glenn Danzig
- Ingegneria del suono: Chris Rakestraw
- Materizzazione: Eddie Schreyer
- Missaggio: Glenn Danzig, Chris Rakestraw
- Fotografia: Glenn Danzig, Corey Soria